# Liga Europea de Fútbol Americano
La Liga Europea de Fútbol Americano (EFL por su nombre en inglés: European Football League) es la máxima competición de fútbol americano de Europa. La organiza la Federación Europea de Fútbol Americano (European Federation of American Football -EFAF- en inglés). Desde 2014 hasta su desaparición en 2018 también se la conoció como BIG6 European Football League porque pasó a disputarse entre solamente 6 equipos.
El partido de la final se denominaba Eurobowl.

## Equipos
La EFAF determina los equipos que participan en función del nivel competitivo de las 17 ligas europeas que pueden aportar equipos. Los equipos más potentes que se clasifican para competiciones europeas compiten en la EFA, mientras que los de menor nivel lo hacen en la Copa de la EFAF.

## Historia
Hasta 2014 se disputaba una primera fase por grupos, normalmente de 4 equipos cada uno, aunque podían variar cada temporada, y se competía mediante el sistema de liguilla, obteniendo 2 puntos el equipo vencedor de cada partido por ningún punto el perdedor. Los campeones de cada uno de estos grupos avanzaban a los play-offs, que se disputaban a partidos por eliminación, comenzando en los cuartos de final. En los play-offs ya esperabann, clasificados directamente sin tener que jugar la fase de grupos, otros 4 equipos designados por la EFAF (los cuatro equipos que llegaron a las semifinales del año anterior).
Desde 2014 se forman solo dos grupos, "A" y "B", de tres equipos cada uno. Cada grupo disputa una liga en la que los equipos se enfrentan dos veces entre sí (una en casa y otra a domicilio). Los campeones de cada grupo disputan el Eurobowl. 